# جوارنا العالمي
جوارنا العالمي (بالإنجليزية: Our Global Neighborhood) هو تقرير صدر عن لجنة الحوكمة العالمية، صادر بالتحديد في عام 1995، والذي يعزز وجهة النظر القائلة بأن الدول مترابطة ويدعو إلى تعزيز منظومة الأمم المتحدة. تعرضت التقرير لانتقادات شديدة من قبل مجلة نيو أمريكان وجمعية جون بيرش وغيرهم من المدافعين عن السيادات الوطنية. في نحو حوكمة عالمية حقيقية: ردود الفعل الحاسمة على "جوارنا العالمي"، جمع هاريس وإيرول إي ويونكر وجيمس أ. مجموعة من تسعة مقالات كتبها فدراليون عالميون أعربوا فيها عن خيبة أملهم في التقرير، وقد صدرت ترجمته له ضمن سلسلة عالم المعرفة في الكويت في سبتمبر 1995 بعنوان جيران في عالم واحد.